# Championnat du monde des rallyes 2001
Navigation
2000 2002

## Épreuves
|                 |                          |                     |                       |
| Noir = Asphalte | Marron = Terre / Gravier | Bleu = Neige/ glace | Rouge = Surface mixte |

## Calendrier / Résultats
Résultats détaillés sur : juwra.com : résultats détaillés 2001
| Manche | Dates         | Rallye                     | Vainqueur       | Voiture                   |
| ------ | ------------- | -------------------------- | --------------- | ------------------------- |
| 01     | 18/01 - 20/01 | Rallye Monte-Carlo         | Tommi Mäkinen   | Mitsubishi Lancer Evo 6.5 |
| 02     | 09/02 - 11/02 | Rallye de Suède            | Harri Rovanperä | Peugeot 206 WRC           |
| 03     | 09/03 - 11/03 | Rallye du Portugal         | Tommi Mäkinen   | Mitsubishi Lancer Evo 6.5 |
| 04     | 23/03 - 25/03 | Rallye de Catalogne        | Didier Auriol   | Peugeot 206 WRC           |
| 05     | 04/05 - 06/05 | Rallye d'Argentine         | Colin McRae     | Ford Focus WRC            |
| 06     | 01/06 - 03/06 | Rallye de Chypre           | Colin McRae     | Ford Focus WRC            |
| 07     | 15/06 - 17/06 | Rallye de l'Acropole       | Colin McRae     | Ford Focus WRC            |
| 08     | 20/07 - 22/07 | Rallye Safari              | Tommi Mäkinen   | Mitsubishi Lancer Evo 6.5 |
| 09     | 24/08 - 26/08 | Rallye de Finlande         | Marcus Grönholm | Peugeot 206 WRC           |
| 10     | 21/09 - 23/09 | Rallye de Nouvelle-Zélande | Richard Burns   | Subaru Impreza WRC        |
| 11     | 05/10 - 07/10 | Rallye Sanremo             | Gilles Panizzi  | Peugeot 206 WRC           |
| 12     | 19/10 - 21/10 | Tour de Corse              | Jesús Puras     | Citroën Xsara WRC         |
| 13     | 02/11 - 04/11 | Rallye d'Australie         | Marcus Grönholm | Peugeot 206 WRC           |
| 14     | 23/11 - 25/11 | Rallye de Grande-Bretagne  | Marcus Grönholm | Peugeot 206 WRC           |

## Équipes et pilotes
| Écurie                                           | Constructeur | Voiture                      | Pilote                | Copilote              | Manches               |
| ------------------------------------------------ | ------------ | ---------------------------- | --------------------- | --------------------- | --------------------- |
| Peugeot Total (écurie officielle)                | Peugeot      | Peugeot 206 WRC              | Marcus Grönholm       | Timo Rautiainen       | Toutes                |
| Peugeot Total (écurie officielle)                | Peugeot      | Peugeot 206 WRC              | Didier Auriol         | Denis Giraudet        | Toutes                |
| Peugeot Total (écurie officielle)                | Peugeot      | Peugeot 206 WRC              | Gilles Panizzi        | Hervé Panizzi         | 1, 4, 11-13           |
| Peugeot Total (écurie officielle)                | Peugeot      | Peugeot 206 WRC              | Harri Rovanperä       | Risto Pietiläinen     | 2-3, 5-10, 13-14      |
| H.F. Grifone SRL                                 | Peugeot      | Peugeot 206 WRC              | Gilles Panizzi        | Hervé Panizzi         | 3, 5-6, 9, 14         |
| H.F. Grifone SRL                                 | Peugeot      | Peugeot 206 WRC              | Jean-Pierre Richelmi  | Thierry Barjou        | 7                     |
| H.F. Grifone SRL                                 | Peugeot      | Peugeot 206 WRC              | Harri Rovanperä       | Risto Pietiläinen     | 11-12                 |
| Privé                                            | Peugeot      | Peugeot 206 WRC              | Toni Gardemeister     | Paavo Lukander        | 1-2                   |
| Privé                                            | Peugeot      | Peugeot 206 WRC              | Simon Jean-Joseph     | Jack Boyere           | 4, 6-7, 11            |
| Privé                                            | Peugeot      | Peugeot 206 WRC              | Neil Wearden          | Trevor Agnew          | 6, 9-10, 12           |
| Privé                                            | Peugeot      | Peugeot 206 WRC              | Sebastian Lindholm    | Timo Hantunen         | 9                     |
| Privé                                            | Peugeot      | Peugeot 206 WRC              | Raphael Sperrer       | Per Carlsson          | 9                     |
| Papadimitriou Team                               | Peugeot      | Peugeot 206 WRC              | Ioannis Papadimitriou | Chris Patterson       | 2-3, 6-7              |
| Peugeot Esso Silver Team SG                      | Peugeot      | Peugeot 206 WRC              | Adruzilo Lopes        | Luís Lisboa           | 3-4                   |
| Peugeot Bastos Racing                            | Peugeot      | Peugeot 206 WRC              | Kris Princen          | Dany Colebunders      | 3-4, 6                |
| F.P.F. Sport                                     | Peugeot      | Peugeot 206 WRC              | Renato Travaglia      | Flavio Zanella        | 11                    |
| Peugeot Team Bel-Lux                             | Peugeot      | Peugeot 206 WRC              | Grégoire de Mévius    | Jack Boyere           | 14                    |
| Ford Motor Co. Ltd. (écurie officielle)          | Ford         | Ford Focus WRC (phase 1)     | Carlos Sainz          | Luis Moya             | Toutes                |
| Ford Motor Co. Ltd. (écurie officielle)          | Ford         | Ford Focus WRC (phase 1)     | Colin McRae           | Nicky Grist           | Toutes                |
| Ford Motor Co. Ltd. (écurie officielle)          | Ford         | Ford Focus WRC (phase 1)     | François Delecour     | Daniel Grataloup      | 1-13                  |
| Ford Motor Co. Ltd. (écurie officielle)          | Ford         | Ford Focus WRC (phase 1)     | Paolo Andreucci       | Alessandro Giusti     | 11                    |
| Ford Motor Co. Ltd. (écurie officielle)          | Ford         | Ford Focus WRC (phase 1)     | Mark Higgins          | Bryan Thomas          | 14                    |
| Privé                                            | Ford         | Ford Focus WRC (phase 1)     | Jani Paasonen         | Arto Kapanen          | 2, 9                  |
| Privé                                            | Ford         | Ford Focus WRC (phase 1)     | Jari Viita            | Riku Rousku           | 9                     |
| Privé                                            | Ford         | Ford Focus WRC (phase 1)     | Brian Bell            | Paul Spooner          | 14                    |
| Marlboro Ford Mobil 1 Team                       | Ford         | Ford Focus WRC (phase 1)     | Janusz Kulig          | Jarosław Baran        | 2-3                   |
| Ford Galp Racing                                 | Ford         | Ford Focus WRC (phase 1)     | Rui Madeira           | Fernando Prata        | 3                     |
| Jolly Club                                       | Ford         | Ford Focus WRC (phase 1)     | Roman Kresta          | Jan Tománek           | 7                     |
| Blue Rose Team                                   | Ford         | Ford Focus WRC (phase 1)     | Markku Alén           | Ilkka Riipinen        | 9                     |
| Carlos Sainz Junior Team                         | Ford         | Ford Focus WRC (phase 1)     | Txus Jaio             | Lucas Cruz            | 14                    |
| Subaru World Rally Team (écurie officielle)      | Subaru       | Subaru Impreza S7 WRC        | Richard Burns         | Robert Reid           | Toutes                |
| Subaru World Rally Team (écurie officielle)      | Subaru       | Subaru Impreza S7 WRC        | Petter Solberg        | Phil Mills            | Toutes                |
| Subaru World Rally Team (écurie officielle)      | Subaru       | Subaru Impreza S7 WRC        | Markko Märtin         | Michael Park          | 1-4, 7, 9, 11-12, 14  |
| Subaru World Rally Team (écurie officielle)      | Subaru       | Subaru Impreza S7 WRC        | Toshihiro Arai        | Glenn MacNeall        | 3, 5-8, 10-13         |
| Subaru World Rally Team (écurie officielle)      | Subaru       | Subaru Impreza S7 WRC        | Toshihiro Arai        | Tony Sircombe         | 14                    |
| Oman Arab World Rally Team                       | Subaru       | Subaru Impreza S7 WRC        | Hamed Al-Wahaibi      | Tony Sircombe         | 13                    |
| Oman Arab World Rally Team                       | Subaru       | Subaru Impreza S6 WRC        | Hamed Al-Wahaibi      | Tony Sircombe         | 2-3, 6-7, 9, 11       |
| F. Dor Rally Team                                | Subaru       | Subaru Impreza S6 WRC        | Frédéric Dor          | Didier Breton         | 2-3, 6                |
| F. Dor Rally Team                                | Subaru       | Subaru Impreza S7 WRC        | Frédéric Dor          | Didier Breton         | 8                     |
| Promotor World Rally Team                        | Subaru       | Subaru Impreza S7 WRC        | Achim Mörtl           | Stefan Eichhorner     | 11-13                 |
| Promotor World Rally Team                        | Subaru       | Subaru Impreza S6 WRC        | Achim Mörtl           | Stefan Eichhorner     | 4, 9                  |
| Privé                                            | Subaru       | Subaru Impreza S7 WRC        | Neil Wearden          | Trevor Agnew          | 14                    |
| Privé                                            | Subaru       | Subaru Impreza S6 WRC        | Armodios Vovos        | El-Em                 | 7                     |
| Privé                                            | Subaru       | Subaru Impreza S6 WRC        | Ioannis Papadimitriou | Chris Patterson       | 11                    |
| Subaru Rally Team Australia                      | Subaru       | Subaru Impreza S6 WRC        | Possum Bourne         | Craig Vincent         | 10                    |
| Subaru Rally Team Australia                      | Subaru       | Subaru Impreza S6 WRC        | Possum Bourne         | Mark Stacey           | 13                    |
| Procar Rally Team                                | Subaru       | Subaru Impreza S6 WRC        | Diego Oldrati         | Danilo Fappani        | 11                    |
| Privé                                            | Subaru       | Subaru Impreza S5 WRC        | Tobia Cavallini       | Bernardo Serra        | 1                     |
| Privé                                            | Subaru       | Subaru Impreza S5 WRC        | Richard Hein          | Philippe Servol       | 1                     |
| Privé                                            | Subaru       | Subaru Impreza S5 WRC        | Roger Duckworth       | Mark Broomfield       | 3                     |
| Privé                                            | Subaru       | Subaru Impreza S5 WRC        | Henning Solberg       | Cato Menkerud         | 14                    |
| Privé                                            | Subaru       | Subaru Impreza S5 WRC        | Armando Pereira       | Jean-Jacques Ferrero  | 12                    |
| Privé                                            | Subaru       | Subaru Impreza S5 WRC        | Jean-Claude Torre     | Patrick de la Foata   | 12                    |
| Privé                                            | Subaru       | Subaru Impreza S5 WRC        | Glyn Jones            | Huw Lewis             | 14                    |
| Privé                                            | Subaru       | Subaru Impreza S5 WRC        | Eamonn Boland         | Anthony Nestor        | 14                    |
| Privé                                            | Subaru       | Subaru Impreza S5 WRC        | Derek McGarrity       | Dermot O'Gorman       | 14                    |
| Privé                                            | Subaru       | Subaru Impreza S5 WRC        | Peter Stephenson      | Allan Whittaker       | 14                    |
| Styllex Tuning Prosport                          | Subaru       | Subaru Impreza S5 WRC        | Tomáš Hrdinka         | Petr Gross            | 2                     |
| World Rally Hire                                 | Subaru       | Subaru Impreza S5 WRC        | Nigel Heath           | Steve Lancaster       | 2-3, 6-7, 11, 13      |
| Subaru Benelux                                   | Subaru       | Subaru Impreza S5 WRC        | Mark Breijer          | Hans van Goor         | 4, 11, 14             |
| Marlboro Mitsubishi Ralliart (écurie officielle) | Mitsubishi   | Mitsubishi Lancer Evo 6,5    | Tommi Mäkinen         | Risto Mannisenmäki    | 1-10                  |
| Marlboro Mitsubishi Ralliart (écurie officielle) | Mitsubishi   | Mitsubishi Lancer WRC        | Tommi Mäkinen         | Risto Mannisenmäki    | 11-12                 |
| Marlboro Mitsubishi Ralliart (écurie officielle) | Mitsubishi   | Mitsubishi Lancer WRC        | Tommi Mäkinen         | Timo Hantunen         | 13                    |
| Marlboro Mitsubishi Ralliart (écurie officielle) | Mitsubishi   | Mitsubishi Lancer WRC        | Tommi Mäkinen         | Kaj Lindström         | 14                    |
| Marlboro Mitsubishi Ralliart (écurie officielle) | Mitsubishi   | Mitsubishi Carisma GT Evo VI | Freddy Loix           | Sven Smeets           | 1-10                  |
| Marlboro Mitsubishi Ralliart (écurie officielle) | Mitsubishi   | Mitsubishi Lancer WRC        | Freddy Loix           | Sven Smeets           | 11-14                 |
| Marlboro Mitsubishi Ralliart (écurie officielle) | Mitsubishi   | Mitsubishi Carisma GT Evo VI | Thomas Rådström       | Christina Thörner     | 2                     |
| Marlboro Mitsubishi Ralliart (écurie officielle) | Mitsubishi   | Mitsubishi Carisma GT Evo VI | Toni Gardemeister     | Paavo Lukander        | 9-10                  |
| Marlboro Mitsubishi Ralliart (écurie officielle) | Mitsubishi   | Mitsubishi Lancer Evo 6,5    | Katsuhiko Taguchi     | Derek Ringer          | 6                     |
| Hyundai Castrol WRT (écurie officielle)          | Hyundai      | Hyundai Accent WRC           | Alister McRae         | David Senior          | 1-7, 9-14             |
| Hyundai Castrol WRT (écurie officielle)          | Hyundai      | Hyundai Accent WRC           | Piero Liatti          | Carlo Cassina         | 1, 4, 6, 11-12, 14    |
| Hyundai Castrol WRT (écurie officielle)          | Hyundai      | Hyundai Accent WRC           | Kenneth Eriksson      | Staffan Parmander     | 2-3, 5-7, 9-10, 13-14 |
| Hyundai Castrol WRT (écurie officielle)          | Hyundai      | Hyundai Accent WRC           | Juha Kankkunen        | Juha Repo             | 9                     |
| Privé                                            | Hyundai      | Hyundai Accent WRC           | Kristian Kolberg      | Anders Dawidson       | 2                     |
| Privé                                            | Hyundai      | Hyundai Accent WRC           | Thomas Kolberg        | Werner Seigerud       | 2                     |
| Privé                                            | Hyundai      | Hyundai Accent WRC           | Steve Petch           | John Richardson       | 14                    |
| Privé                                            | Hyundai      | Hyundai Accent WRC           | Peter Littler         | Andy Marchbank        | 14                    |
| Škoda Motorsport (écurie officielle)             | Škoda        | Škoda Octavia WRC            | Armin Schwarz         | Manfred Hiemer        | 1-9, 11-12, 14        |
| Škoda Motorsport (écurie officielle)             | Škoda        | Škoda Octavia WRC            | Bruno Thiry           | Stéphane Prévot       | 1-9, 11-12, 14        |
| Škoda Motorsport (écurie officielle)             | Škoda        | Škoda Octavia WRC            | Roman Kresta          | Jan Tománek           | 8, 11, 14             |
| Škoda Motorsport (écurie officielle)             | Škoda        | Škoda Octavia WRC            | Stig Blomqvist        | Ana Goni              | 9                     |
| Step 2                                           | Toyota       | Toyota Corolla WRC           | Piero Longhi          | Lucio Baggio          | 1, 11                 |
| Privé                                            | Toyota       | Toyota Corolla WRC           | Olivier Burri         | Jean-Philippe Patthey | 1                     |
| Privé                                            | Toyota       | Toyota Corolla WRC           | Pier Lorenzo Zanchi   | Dario D'Esposito      | 1                     |
| Privé                                            | Toyota       | Toyota Corolla WRC           | Henning Solberg       | Ola Fløene            | 2-3                   |
| Privé                                            | Toyota       | Toyota Corolla WRC           | Henning Solberg       | Cato Menkerud         | 9                     |
| Privé                                            | Toyota       | Toyota Corolla WRC           | Tapio Laukkanen       | Kaj Lindström         | 2-3, 9                |
| Privé                                            | Toyota       | Toyota Corolla WRC           | Daniel Carlsson       | Benny Melander        | 2-3, 9, 11            |
| Privé                                            | Toyota       | Toyota Corolla WRC           | Leszek Kuzaj          | Maciej Baran          | 3                     |
| Privé                                            | Toyota       | Toyota Corolla WRC           | Antony Warmbold       | Gemma Price           | 3, 9                  |
| Privé                                            | Toyota       | Toyota Corolla WRC           | Giovanni Recordati    | Freddy Delorme        | 6-7                   |
| Privé                                            | Toyota       | Toyota Corolla WRC           | Juuso Pykälistö       | Esko Mertsalmi        | 9                     |
| Privé                                            | Toyota       | Toyota Corolla WRC           | Juha Kangas           | Mika Ovaskainen       | 9                     |
| Privé                                            | Toyota       | Toyota Corolla WRC           | Jouni Ahvenlammi      | Teppo Leino           | 9                     |
| Privé                                            | Toyota       | Toyota Corolla WRC           | Neal Bates            | Coral Taylor          | 13                    |
| Toyota Castrol Finland                           | Toyota       | Toyota Corolla WRC           | Pasi Hagström         | Tero Gardemeister     | 2-3, 6-7, 9, 11, 13   |
| Toyota Castrol Team Denmark                      | Toyota       | Toyota Corolla WRC           | Henrik Lundgaard      | Jens-Christian Anker  | 2-3, 6-7, 11, 14      |
| Toyota Team Saudi Arabia                         | Toyota       | Toyota Corolla WRC           | Abdullah Bakhashab    | Bobby Willis          | 2-3, 6-7, 11, 14      |
| LPM Group                                        | Toyota       | Toyota Corolla WRC           | Janne Tuohino         | Petri Vihavainen      | 2, 4, 9, 14           |
| Telecel/Vodafone Castrol Team                    | Toyota       | Toyota Corolla WRC           | Pedro Matos Chaves    | Sérgio Paiva          | 3                     |
| Escudería Bengala                                | Toyota       | Toyota Corolla WRC           | Luís Climent          | Álex Romaní           | 4                     |
| Top Run                                          | Toyota       | Toyota Corolla WRC           | Domenico Caldarola    | Paolo Cecchini        | 11                    |
| Seat Sport (écurie officielle)                   | Seat         | Seat Cordoba WRC             | Marc Blázquez         | Jordi Mercader        | 3-6                   |
| Seat Sport (écurie officielle)                   | Seat         | Seat Cordoba WRC             | Salvador Cañellas     | Albertos Sanchís      | 4                     |
| Seat Sport (écurie officielle)                   | Seat         | Seat Cordoba WRC             | Gwyndaf Evans         | Chris Patterson       | 14                    |
| Privé                                            | Seat         | Seat Cordoba WRC             | Matthias Kahle        | Peter Göbel           | 7                     |
| Automobiles Citroën (écurie officielle)          | Citroën      | Citroën Xsara WRC            | Philippe Bugalski     | Jean-Paul Chiaroni    | 4, 7, 11-12           |
| Automobiles Citroën (écurie officielle)          | Citroën      | Citroën Xsara WRC            | Jesús Puras           | Marc Martí            | 4, 11-12              |
| Automobiles Citroën (écurie officielle)          | Citroën      | Citroën Xsara WRC            | Thomas Rådström       | Christina Thörner     | 7                     |
| Automobiles Citroën (écurie officielle)          | Citroën      | Citroën Xsara WRC            | Sébastien Loeb        | Daniel Elena          | 11                    |

## Classements

### Système de points en vigueur
| 10 pts | 6 pts | 4 pts | 3 pts | 2 pts | 1 pt |

| 10 pts | 6 pts | 4 pts | 3 pts | 2 pts | 1 pt |

### Classement constructeurs
| Classement constructeurs | Classement constructeurs | Classement constructeurs | Classement constructeurs | Classement constructeurs | Classement constructeurs | Classement constructeurs | Classement constructeurs | Classement constructeurs | Classement constructeurs | Classement constructeurs | Classement constructeurs | Classement constructeurs | Classement constructeurs | Classement constructeurs | Classement constructeurs | Classement constructeurs |
| Rang                     | Constructeur             | MON                      | SWE                      | POR                      | ESP                      | ARG                      | CYP                      | GRE                      | KEN                      | FIN                      | NZL                      | ITA                      | FRA                      | AUS                      | GBR                      | Total                    |
| ------------------------ | ------------------------ | ------------------------ | ------------------------ | ------------------------ | ------------------------ | ------------------------ | ------------------------ | ------------------------ | ------------------------ | ------------------------ | ------------------------ | ------------------------ | ------------------------ | ------------------------ | ------------------------ | ------------------------ |
| 1                        | Peugeot                  | 0                        | 0                        | 4                        | 16                       | 0                        | 0                        | 0                        | 6                        | 13                       | 5                        | 16                       | 16                       | 14                       | 16                       | 106                      |
| 2                        | Ford                     | 6                        | 8                        | 6                        | 2                        | 14                       | 14                       | 10                       | 0                        | 6                        | 10                       | 7                        | 0                        | 3                        | 0                        | 86                       |
| 3                        | Mitsubishi               | 13                       | 10                       | 10                       | 7                        | 4                        | 3                        | 6                        | 13                       | 0                        | 0                        | 1                        | 0                        | 2                        | 0                        | 69                       |
| 4                        | Subaru                   | 0                        | 4                        | 3                        | 1                        | 8                        | 6                        | 6                        | 0                        | 7                        | 11                       | 2                        | 7                        | 7                        | 4                        | 66                       |
| 5                        | Škoda                    | 5                        | 1                        | 0                        | 0                        | 0                        | 1                        | 4                        | 4                        | 0                        | 0                        | 0                        | 0                        | 0                        | 2                        | 17                       |
| 6                        | Hyundai                  | 2                        | 3                        | 3                        | 0                        | 0                        | 2                        | 0                        | 0                        | 0                        | 0                        | 0                        | 3                        | 0                        | 4                        | 17                       |

### Classement pilotes
| Classement pilotes | Classement pilotes | Classement pilotes | Classement pilotes | Classement pilotes | Classement pilotes | Classement pilotes | Classement pilotes | Classement pilotes | Classement pilotes | Classement pilotes | Classement pilotes | Classement pilotes | Classement pilotes | Classement pilotes | Classement pilotes | Classement pilotes |
| Rang               | Pilotes            | MON                | SWE                | POR                | ESP                | ARG                | CYP                | GRE                | KEN                | FIN                | NZL                | ITA                | FRA                | AUS                | GBR                | Total              |
| ------------------ | ------------------ | ------------------ | ------------------ | ------------------ | ------------------ | ------------------ | ------------------ | ------------------ | ------------------ | ------------------ | ------------------ | ------------------ | ------------------ | ------------------ | ------------------ | ------------------ |
| 1                  | Richard Burns      | Ret                | 16                 | 4                  | 7                  | 2                  | 2                  | Ret                | Ret                | 2                  | 1                  | Ret                | 4                  | 2                  | 3                  | 44                 |
| 2                  | Colin McRae        | Ret                | 9                  | Ret                | Ret                | 1                  | 1                  | 1                  | Ret                | 3                  | 2                  | 8                  | 11                 | 5                  | Ret                | 42                 |
| 3                  | Tommi Mäkinen      | 1                  | Ret                | 1                  | 3                  | 4                  | Ret                | 4                  | 1                  | Ret                | 8                  | Ret                | Ret                | 6                  | Ret                | 41                 |
| 4                  | Marcus Grönholm    | Ret                | Ret                | 3                  | Ret                | Ret                | Ret                | Ret                | Ret                | 1                  | 5                  | 7                  | Ret                | 1                  | 1                  | 36                 |
| 5                  | Harri Rovanperä    |                    | 1                  | Ret                |                    | Ret                | Ret                | 3                  | 2                  | 4                  | 3                  | 11                 | 7                  | 4                  | 2                  | 36                 |
| 6                  | Carlos Sainz       | 2                  | 3                  | 2                  | 5                  | 3                  | 3                  | Ret                | Ret                | 6                  | 4                  | 4                  | Ret                | 8                  | Ret                | 33                 |
| 7                  | Didier Auriol      | Ret                | Ret                | 8                  | 1                  | Ret                | Ret                | Ret                | Ret                | Ret                | 6                  | 3                  | 3                  | 3                  | 7                  | 23                 |
| 8                  | Gilles Panizzi     | Ret                |                    | 12                 | 2                  |                    | Ret                | Ret                |                    | 14                 |                    | 1                  | 2                  | 9                  | Ret                | 22                 |
| 9                  | François Delecour  | 3                  | 5                  | 5                  | 6                  | 7                  | Ret                | 5                  | 4                  | Ret                | 12                 | 6                  | 10                 | Ret                |                    | 15                 |
| 10                 | Petter Solberg     | Ret                | 6                  | Ret                | Ret                | 5                  | Ret                | 2                  | Ret                | 7                  | 7                  | 9                  | 5                  | 7                  | Ret                | 11                 |
| 11                 | Jesús Puras        | Ret                |                    |                    | Ret                |                    |                    |                    |                    |                    |                    | Ret                | 1                  |                    |                    | 10                 |
| 12                 | Armin Schwarz      | 4                  | Ret                | Ret                | Ret                | Ret                | 9                  | 7                  | 3                  | 15                 |                    | Ret                | Ret                |                    | 5                  | 9                  |
| 13                 | Freddy Loix        | 6                  | 13                 | Ret                | 4                  | 6                  | 5                  | 9                  | 5                  | 10                 | 11                 | 12                 | 12                 | 11                 | Ret                | 9                  |
| 14                 | Sébastien Loeb     | 15                 | Ret                |                    | 15                 |                    |                    | 19                 |                    | 28                 |                    | 2                  | 13                 |                    | Ret                | 6                  |
| 15                 | Thomas Rådström    |                    | 2                  | Ret                |                    |                    |                    | Ret                |                    |                    |                    |                    |                    |                    |                    | 6                  |
| 16                 | Toni Gardemeister  | 5                  | 4                  |                    |                    |                    |                    |                    |                    | Ret                | 15                 |                    |                    |                    |                    | 5                  |
| 17                 | Alister McRae      | 7                  | Ret                | 6                  | 11                 | 9                  | 7                  | 15                 |                    | 13                 | 9                  | Ret                | 9                  | 10                 | 4                  | 4                  |
| 18                 | Toshihiro Arai     |                    |                    | Ret                |                    | 8                  | 4                  | Ret                | Ret                |                    | 14                 | Ret                | Ret                | Ret                | 10                 | 3                  |
| 19                 | Markko Märtin      | Ret                | 12                 | Ret                | Ret                |                    |                    | Ret                |                    | 5                  |                    | Ret                | 6                  |                    | Ret                | 3                  |
| 20                 | Renato Travaglia   |                    |                    |                    |                    |                    |                    |                    |                    |                    |                    | 5                  |                    |                    |                    | 2                  |
| 21                 | Philippe Bugalski  | 14                 |                    | Ret                | 8                  |                    |                    | 6                  |                    |                    |                    | Ret                | Ret                |                    |                    | 1                  |
| 22                 | Kenneth Eriksson   |                    | 8                  | 7                  |                    | Ret                | Ret                | Ret                |                    | 12                 | 10                 |                    |                    | 12                 | 6                  | 1                  |
| 23                 | Pasi Hagström      |                    | Ret                | 10                 |                    |                    | 6                  | Ret                |                    | 9                  |                    | Ret                |                    | 16                 |                    | 1                  |
| 24                 | Gabriel Pozzo      | 12                 |                    | Ret                | 18                 | 10                 | 13                 | 13                 | 6                  | 26                 | 18                 | 23                 |                    | 18                 |                    | 1                  |

### Super 1600
| 1  | Sébastien Loeb     | 10 | 10 | 10 |    | 10 | 10 | 50 |
| 2  | Andrea Dallavilla  | 2  | 6  | 6  | 10 | 6  | 0  | 30 |
| 3  | Niall McShea       | 0  | 0  | 0  | 3  | 3  | 6  | 12 |
| 4  | Larry Cols         | 0  | 0  | 3  | 4  | 0  | 4  | 11 |
| 5  | Giandomenico Basso | 6  | 0  | 0  | 0  | 4  | 0  | 10 |
| 6  | Martin Stenshorne  | 3  | 4  | 0  | 0  | 1  | 0  | 8  |
| 7  | François Duval     | 0  | 0  | 0  | 6  | 0  | 0  | 6  |
| 8  | Corrado Fontana    | 4  | 0  | 2  | 0  | 0  | 0  | 6  |
| 9  | Jussi Välimäki     | 0  | 0  | 4  | 0  | 0  | 0  | 4  |
| 10 | Alejandro Galanti  | 0  | 0  | 1  | 0  | 0  | 3  | 4  |
| 11 | Patrick Magaud     | 0  | 2  | 0  | 2  | 0  | 0  | 4  |
| 12 | Cédric Robert      | 0  | 3  | 0  | 0  | 0  | 0  | 3  |
| 13 | Sergio Vallejo     | 0  | 0  | 0  | 1  | 2  | 0  | 3  |
| 14 | Saladin Mazlan     | 0  | 0  | 0  | 0  | 0  | 2  | 2  |
| 15 | Massimo Ceccato    | 0  | 1  | 0  | 0  | 0  | 1  | 2  |
| 16 | Christian Chemin   | 1  | 0  | 0  | 0  | 0  | 0  | 1  |

### PWRC
| Classement pilotes PWRC | Classement pilotes PWRC  | Classement pilotes PWRC | Classement pilotes PWRC | Classement pilotes PWRC | Classement pilotes PWRC | Classement pilotes PWRC | Classement pilotes PWRC | Classement pilotes PWRC | Classement pilotes PWRC | Classement pilotes PWRC | Classement pilotes PWRC | Classement pilotes PWRC | Classement pilotes PWRC | Classement pilotes PWRC | Classement pilotes PWRC | Classement pilotes PWRC |
| Rang                    | Pilotes                  | MON                     | SWE                     | POR                     | ESP                     | ARG                     | CYP                     | GRE                     | KEN                     | FIN                     | NZL                     | ITA                     | FRA                     | AUS                     | GBR                     | Total                   |
| ----------------------- | ------------------------ | ----------------------- | ----------------------- | ----------------------- | ----------------------- | ----------------------- | ----------------------- | ----------------------- | ----------------------- | ----------------------- | ----------------------- | ----------------------- | ----------------------- | ----------------------- | ----------------------- | ----------------------- |
| 1                       | Gabriel Pozzo            | 3                       |                         |                         | 10                      | 10                      | 4                       | 10                      | 10                      | 6                       | 6                       | 6                       |                         | 6                       |                         | 71                      |
| 2                       | Gustavo Trelles          | 4                       |                         |                         |                         | 6                       | 10                      | 6                       |                         |                         |                         |                         | 10                      |                         |                         | 36                      |
| 3                       | Manfred Stohl            | 6                       |                         |                         |                         |                         | 6                       |                         |                         |                         | 10                      |                         |                         | 1                       |                         | 23                      |
| 4                       | Marcos Ligato            | 2                       |                         |                         |                         |                         |                         | 4                       | 6                       | 10                      |                         |                         |                         |                         |                         | 22                      |
| 5                       | Stig Blomqvist           |                         | 4                       |                         | 4                       |                         |                         |                         |                         |                         | 3                       | 3                       |                         |                         | 4                       | 18                      |
| 6                       | Olivier Gillet           | 10                      |                         |                         |                         |                         |                         |                         |                         |                         |                         |                         |                         |                         |                         | 10                      |
| 6                       | Stig-Ole Walfridsson     |                         | 10                      |                         |                         |                         |                         |                         |                         |                         |                         |                         |                         |                         |                         | 10                      |
| 6                       | Pedro Dias da Silva      |                         |                         | 10                      |                         |                         |                         |                         |                         |                         |                         |                         |                         |                         |                         | 10                      |
| 6                       | Alex Fiorio              |                         |                         |                         |                         |                         |                         |                         |                         |                         |                         | 10                      |                         |                         |                         | 10                      |
| 6                       | Ed Ordynski              |                         |                         |                         |                         |                         |                         |                         |                         |                         |                         |                         |                         | 10                      |                         | 10                      |
| 6                       | David Higgins            |                         |                         |                         |                         |                         |                         |                         |                         |                         |                         |                         |                         |                         | 10                      | 10                      |
| 12                      | Stanislav Gryazin        |                         |                         |                         | 3                       |                         |                         |                         |                         |                         |                         |                         | 4                       |                         |                         | 7                       |
| 12                      | Alistair Ginley          |                         |                         |                         |                         |                         | 3                       |                         |                         |                         |                         |                         |                         |                         | 4                       | 7                       |
| 14                      | Kenneth Bäcklund         |                         | 6                       |                         |                         |                         |                         |                         |                         |                         |                         |                         |                         |                         |                         | 6                       |
| 14                      | Vítor Pascoal            |                         |                         | 6                       |                         |                         |                         |                         |                         |                         |                         |                         |                         |                         |                         | 6                       |
| 14                      | Roger Feghali            |                         |                         |                         | 6                       |                         |                         |                         |                         |                         |                         |                         |                         |                         |                         | 6                       |
| 14                      | Jean-Marc Sanchez        |                         |                         |                         |                         |                         |                         |                         |                         |                         |                         |                         | 6                       |                         |                         | 6                       |
| 14                      | Ramón Ferreyros          |                         |                         |                         |                         |                         |                         |                         |                         |                         |                         |                         |                         |                         | 6                       | 6                       |
| 14                      | Mirco Baldacci           |                         |                         | 3                       |                         |                         |                         | 3                       |                         |                         |                         |                         |                         |                         |                         | 6                       |
| 20                      | Pedro Leal               |                         |                         | 4                       |                         |                         |                         |                         |                         |                         |                         |                         |                         |                         |                         | 4                       |
| 20                      | Roberto Sánchez          |                         |                         |                         |                         | 4                       |                         |                         |                         |                         |                         |                         |                         |                         |                         | 4                       |
| 20                      | Azar Anwar               |                         |                         |                         |                         |                         |                         |                         | 4                       |                         |                         |                         |                         |                         |                         | 4                       |
| 20                      | Kaj Kuistila             |                         |                         |                         |                         |                         |                         |                         |                         | 4                       |                         |                         |                         |                         |                         | 4                       |
| 20                      | Fumio Nutahara           |                         |                         |                         |                         |                         |                         |                         |                         |                         | 4                       |                         |                         |                         |                         | 4                       |
| 20                      | Alfredo De Dominicis     |                         |                         |                         |                         |                         |                         |                         |                         |                         |                         | 4                       |                         |                         |                         | 4                       |
| 20                      | François Duval           |                         |                         |                         |                         |                         |                         |                         |                         |                         |                         |                         |                         | 4                       |                         | 4                       |
| 27                      | Eddie Mercier            |                         |                         |                         | 1                       |                         |                         |                         |                         |                         |                         |                         | 3                       |                         |                         | 4                       |
| 28                      | Mats Jonsson             |                         | 3                       |                         |                         |                         |                         |                         |                         |                         |                         |                         |                         |                         |                         | 3                       |
| 28                      | Luís Pérez Companc       |                         |                         |                         |                         | 3                       |                         |                         |                         |                         |                         |                         |                         |                         |                         | 3                       |
| 28                      | Rudi Stohl (de)          |                         |                         |                         |                         |                         |                         |                         | 3                       |                         |                         |                         |                         |                         |                         | 3                       |
| 28                      | Jukka Ketomäki           |                         |                         |                         |                         |                         |                         |                         |                         | 3                       |                         |                         |                         |                         |                         | 3                       |
| 28                      | Juha Kangas              |                         |                         |                         |                         |                         |                         |                         |                         |                         |                         |                         |                         | 3                       |                         | 3                       |
| 33                      | Saulius Girdauskas       |                         | 2                       |                         |                         |                         |                         |                         |                         |                         |                         |                         |                         |                         |                         | 2                       |
| 33                      | Rodrigo Ferreira         |                         |                         | 2                       |                         |                         |                         |                         |                         |                         |                         |                         |                         |                         |                         | 2                       |
| 33                      | Joan Font                |                         |                         |                         | 2                       |                         |                         |                         |                         |                         |                         |                         |                         |                         |                         | 2                       |
| 33                      | Esteban Goldenhersch     |                         |                         |                         |                         | 2                       |                         |                         |                         |                         |                         |                         |                         |                         |                         | 2                       |
| 33                      | Nicholas Mandrides       |                         |                         |                         |                         |                         | 2                       |                         |                         |                         |                         |                         |                         |                         |                         | 2                       |
| 33                      | Panayiotis Hatzitsopanis |                         |                         |                         |                         |                         |                         | 2                       |                         |                         |                         |                         |                         |                         |                         | 2                       |
| 33                      | Jari-Matti Latvala       |                         |                         |                         |                         |                         |                         |                         | 2                       |                         |                         |                         |                         |                         |                         | 2                       |
| 33                      | Ari Laivola              |                         |                         |                         |                         |                         |                         |                         |                         | 2                       |                         |                         |                         |                         |                         | 2                       |
| 33                      | Kevin Holmes             |                         |                         |                         |                         |                         |                         |                         |                         |                         | 2                       |                         |                         |                         |                         | 2                       |
| 33                      | Eugenio Lozza            |                         |                         |                         |                         |                         |                         |                         |                         |                         |                         | 2                       |                         |                         |                         | 2                       |
| 33                      | Richard Bourcier         |                         |                         |                         |                         |                         |                         |                         |                         |                         |                         |                         | 2                       |                         |                         | 2                       |
| 33                      | Cody Crocker             |                         |                         |                         |                         |                         |                         |                         |                         |                         |                         |                         |                         | 2                       |                         | 2                       |
| 33                      | Peter Bijvelds           |                         |                         |                         |                         |                         |                         |                         |                         |                         |                         |                         |                         |                         | 2                       | 2                       |
| 46                      | David Truphemus          | 1                       |                         |                         |                         |                         |                         |                         |                         |                         |                         |                         |                         |                         |                         | 1                       |
| 46                      | Joakim Roman             |                         | 1                       |                         |                         |                         |                         |                         |                         |                         |                         |                         |                         |                         |                         | 1                       |
| 46                      | Paweł Dytko              |                         |                         | 1                       |                         |                         |                         |                         |                         |                         |                         |                         |                         |                         |                         | 1                       |
| 46                      | Federico Villagra        |                         |                         |                         |                         | 1                       |                         |                         |                         |                         |                         |                         |                         |                         |                         | 1                       |
| 46                      | Charalambos Timotheou    |                         |                         |                         |                         |                         | 1                       |                         |                         |                         |                         |                         |                         |                         |                         | 1                       |
| 46                      | Dimítris Drivakos        |                         |                         |                         |                         |                         |                         | 1                       |                         |                         |                         |                         |                         |                         |                         | 1                       |
| 46                      | Don Smith                |                         |                         |                         |                         |                         |                         |                         | 1                       |                         |                         |                         |                         |                         |                         | 1                       |
| 46                      | Ignacio Sanfilippo       |                         |                         |                         |                         |                         |                         |                         |                         | 1                       |                         |                         |                         |                         |                         | 1                       |
| 46                      | Reece Jones              |                         |                         |                         |                         |                         |                         |                         |                         |                         | 1                       |                         |                         |                         |                         | 1                       |
| 46                      | Mirco Virag              |                         |                         |                         |                         |                         |                         |                         |                         |                         |                         | 1                       |                         |                         |                         | 1                       |
| 46                      | Jean-Paul Aymé           |                         |                         |                         |                         |                         |                         |                         |                         |                         |                         |                         | 1                       |                         |                         | 1                       |
| 46                      | Oliver Clark             |                         |                         |                         |                         |                         |                         |                         |                         |                         |                         |                         |                         |                         | 1                       | 1                       |